# Meta-Forschung
Meta-Forschung ist ein junges Forschungsfeld, das sich zum Ziel gesetzt hat, evidenz-basierte Verbesserung in der Forschung zu erreichen.
Sie ist auch als Erforschung von Forschung bekannt, da sie Forschungsmethoden (z. B. Metaanalysen) verwendet, um zu erforschen, wie zuverlässig Forschung ist und welche Verbesserungen vorgenommen werden können.
Sie deckt alle Felder der Wissenschaft ab (insbesondere Gesundheits- und medizinische Forschung). Es wird davon gesprochen, dass sie „eine Vogelperspektive auf die Wissenschaft einnimmt“.
Sie setzt sich zum Ziel, die Glaubwürdigkeit und Replizierbarkeit wissenschaftlicher Forschungsresultate zu verbessern, da ein Großteil der Forschungsresultate – insbesondere in der Medizin und Psychologie – sich nicht replizieren lassen (Replikationskrise). Meta-Forschung zielt darauf ab, die wissenschaftliche Praxis zu verbessern, wie es von John Ioannidis zusammengefasst wurde: „Die Wissenschaft ist das Beste, was dem Menschen geschehen ist […], aber wir können es besser machen.“

## Meta-Forschungszentren
- Meta-Research Innovation Center at Stanford (METRICS) (Co-Direktoren John Ioannidis und Steven N. Goodman)
- Center for Open Science
- Meta-Research Center at Tilburg University
- Projet MiRoR Methoden in Forschung über Forschung
- Centre for Journalology
- European Network for Knowledge Impact